# Cervonopopivka, Kreminna
Cervonopopivka (în ucraineană Червонопопівка) este localitatea de reședință a comunei Cervonopopivka din raionul Kreminna, regiunea Luhansk, Ucraina.

## Demografie
Componența lingvistică a localității Cervonopopivka
     Ucraineană (93,47%)
     Rusă (5,47%)
     Alte limbi (0,96%)
Conform recensământului din 2001, majoritatea populației localității Cervonopopivka era vorbitoare de ucraineană (93,47%), existând în minoritate și vorbitori de rusă (5,47%).